# Daniel Solà

Daniel Solà Villa, né le 3 janvier 1976 à Vic, est un pilote de rallye espagnol.
Il a remporté le J-WRC en 2002 sur une Citroën Saxo S1600 et le championnat d'Espagne des rallyes en 2006.

## Carrière en rallye
Daniel "Dani" Solà a débuté dans le Championnat du Monde des Rallyes (WRC) en 1997. 
Champion de la catégorie junior WRC (J-WRC) sur une Citroën Saxo en 2002, il se lance l'année suivante (2003) dans la catégorie production (PWRC) sur une Mitsubishi Lancer. Son classement final au championnat ne sera pas à la hauteur de ses espérances (5e). Cependant Daniel Solà aura tout de même un motif de satisfaction lors de l'année 2003 puisqu'il fera ses débuts dans la catégorie reine au volant d'une Citroën Xsara WRC au Rallye de l'Acropole et au Rallye de Grande-Bretagne.
En 2004, Dani Solà est engagé par Mitsubishi aux côtés de Gilles Panizzi, Gigi Galli et Kristian Sohlberg. Il devient donc pilote officiel pour la première fois et participe à trois rallyes du Championnat du Monde au volant de la Lancer WRC dont le  Rallye d'Espagne où il marque ses premiers points en WRC avec la 6e place finale. En parallèle il est engagé en PWRC sur une Mitsubishi Lancer Evo 7 Gr. N, et finira 8e au classement final avec une victoire au Rallye du Mexique.
En 2005, il s'engage sur une Ford Focus lors de six rallyes mais ne parviendra pas réellement à marquer les esprits. Avec un meilleur résultat au Rallye d'Australie (7e) et plusieurs abandons, Daniel Solà ne parviendra pas à obtenir un rôle de pilote officiel pour la saison 2006 (au contraire de Mikko Hirvonen qui monte sur le podium au Rallye d'Espagne et obtient un volant chez Ford pour l'année suivante). C'est lors du Rallye d'Espagne 2005 que Dani Solà réalise son premier et seul temps scratch en WRC. Malheureusement une sortie de route met un terme prématuré à son rallye. 
En 2006, Solà remporte le Championnat d'Espagne des rallyes sur une Citroën C2 S1600 et participe en 2007 à quelques épreuves de l'Intercontinental Rally Challenge au volant d'une Honda Civic Type R.

## Palmarès

### Titres
| Titre  | Titre                                | Titre              |
| Saison | Titre                                | Voiture            |
| ------ | ------------------------------------ | ------------------ |
| 2002   | Champion du monde des rallyes junior | Citroën Saxo S1600 |
| 2006   | Champion d'Espagne des rallyes       | Citroën Saxo S1600 |

### Victoires
| Victoires en championnat du monde junior des rallyes (J-WRC) | Victoires en championnat du monde junior des rallyes (J-WRC) | Victoires en championnat du monde junior des rallyes (J-WRC) | Victoires en championnat du monde junior des rallyes (J-WRC) | Victoires en championnat du monde junior des rallyes (J-WRC) | Victoires en championnat du monde junior des rallyes (J-WRC) |
| #                                                            | Saison                                                       | Rallye                                                       | Pays                                                         | Copilote                                                     | Voiture                                                      |
| ------------------------------------------------------------ | ------------------------------------------------------------ | ------------------------------------------------------------ | ------------------------------------------------------------ | ------------------------------------------------------------ | ------------------------------------------------------------ |
| 1                                                            | 2002                                                         | 38e Rallye de Catalogne                                      | Espagne                                                      | Alex Romani                                                  | Citroën Saxo S1600                                           |
| 2                                                            | 2002                                                         | 49e Rallye de l'Acropole                                     | Grèce                                                        | Alex Romani                                                  | Citroën Saxo S1600                                           |
| 3                                                            | 2002                                                         | 44e Rallye Sanremo                                           | Italie                                                       | Alex Romani                                                  | Citroën Saxo S1600                                           |

| Victoires en Championnat du monde des rallyes des voitures de production (P-WRC) | Victoires en Championnat du monde des rallyes des voitures de production (P-WRC) | Victoires en Championnat du monde des rallyes des voitures de production (P-WRC) | Victoires en Championnat du monde des rallyes des voitures de production (P-WRC) | Victoires en Championnat du monde des rallyes des voitures de production (P-WRC) | Victoires en Championnat du monde des rallyes des voitures de production (P-WRC) |
| #                                                                                | Saison                                                                           | Rallye                                                                           | Pays                                                                             | Copilote                                                                         | Voiture                                                                          |
| -------------------------------------------------------------------------------- | -------------------------------------------------------------------------------- | -------------------------------------------------------------------------------- | -------------------------------------------------------------------------------- | -------------------------------------------------------------------------------- | -------------------------------------------------------------------------------- |
| 1                                                                                | 2003                                                                             | 22e Rallye d'Allemagne                                                           | Allemagne                                                                        | Alex Romani                                                                      | Mitsubishi Lancer Evo VII                                                        |
| 2                                                                                | 2004                                                                             | 5e Rallye du Mexique                                                             | Mexique                                                                          | Alex Romani                                                                      | Mitsubishi Lancer Evo VII                                                        |

### Résultats en championnat du monde des rallyes
| Résultats WRC complets | Résultats WRC complets | Résultats WRC complets | Résultats WRC complets | Résultats WRC complets | Résultats WRC complets | Résultats WRC complets | Résultats WRC complets | Résultats WRC complets | Résultats WRC complets | Résultats WRC complets | Résultats WRC complets | Résultats WRC complets | Résultats WRC complets | Résultats WRC complets | Résultats WRC complets | Résultats WRC complets | Résultats WRC complets | Résultats WRC complets |
| Saison                 | Rallye                 | Rallye                 | Rallye                 | Rallye                 | Rallye                 | Rallye                 | Rallye                 | Rallye                 | Rallye                 | Rallye                 | Rallye                 | Rallye                 | Rallye                 | Rallye                 | Rallye                 | Rallye                 | Points                 | Classement final       |
| ---------------------- | ---------------------- | ---------------------- | ---------------------- | ---------------------- | ---------------------- | ---------------------- | ---------------------- | ---------------------- | ---------------------- | ---------------------- | ---------------------- | ---------------------- | ---------------------- | ---------------------- | ---------------------- | ---------------------- | ---------------------- | ---------------------- |
| 1997                   | MON                    | SWE                    | KEN                    | POR                    | ESP                    | FRA                    | ARG                    | GRE                    | NZL                    | FIN                    | INA                    | ITA                    | AUS                    | GBR                    |                        |                        | 0                      | -                      |
| 1997                   | -                      | -                      | -                      | -                      | Ab.                    | -                      | -                      | -                      | -                      | -                      | -                      | -                      | -                      | -                      |                        |                        | 0                      | -                      |
|                        |                        |                        |                        |                        |                        |                        |                        |                        |                        |                        |                        |                        |                        |                        |                        |                        |                        |                        |
| 1998                   | MON                    | SWE                    | KEN                    | POR                    | ESP                    | FRA                    | ARG                    | GRE                    | NZL                    | FIN                    | INA                    | ITA                    | AUS                    | GBR                    |                        |                        | 0                      | -                      |
| 1998                   | -                      | -                      | -                      | -                      | Ab.                    | -                      | -                      | -                      | -                      | -                      | An.                    | -                      | -                      | -                      |                        |                        | 0                      | -                      |
|                        |                        |                        |                        |                        |                        |                        |                        |                        |                        |                        |                        |                        |                        |                        |                        |                        |                        |                        |
| 1999                   | MON                    | SWE                    | KEN                    | POR                    | ESP                    | FRA                    | ARG                    | GRE                    | NZL                    | FIN                    | CHN                    | ITA                    | AUS                    | GBR                    |                        |                        | 0                      | -                      |
| 1999                   | -                      | -                      | -                      | -                      | 40e                    | -                      | -                      | -                      | -                      | -                      | -                      | -                      | -                      | -                      |                        |                        | 0                      | -                      |
|                        |                        |                        |                        |                        |                        |                        |                        |                        |                        |                        |                        |                        |                        |                        |                        |                        |                        |                        |
| 2001                   | MON                    | SWE                    | POR                    | ESP                    | ARG                    | CYP                    | GRE                    | KEN                    | FIN                    | NZL                    | ITA                    | FRA                    | AUS                    | GBR                    |                        |                        | 0                      | -                      |
| 2001                   | -                      | -                      | -                      | -                      | -                      | -                      | -                      | -                      | -                      | -                      | -                      | -                      | -                      | 34e.                   |                        |                        | 0                      | -                      |
|                        |                        |                        |                        |                        |                        |                        |                        |                        |                        |                        |                        |                        |                        |                        |                        |                        |                        |                        |
| 2002                   | MON                    | SWE                    | FRA                    | ESP                    | CYP                    | ARG                    | GRE                    | KEN                    | FIN                    | GER                    | ITA                    | NZL                    | AUS                    | GBR                    |                        |                        | 0                      | -                      |
| 2002                   | Ab.                    | -                      | -                      | 19e.                   | -                      | -                      | 23e.                   | -                      | Ab.                    | 12e.                   | 17e.                   | -                      | -                      | 21e.                   |                        |                        | 0                      | -                      |
| J-WRC 2002             | Ab.                    |                        |                        | 1er                    |                        |                        | 4e                     |                        | Ab.                    | 1er                    | 3e                     |                        |                        | 1er                    |                        |                        | 37                     | 1er (J-WRC)            |
|                        |                        |                        |                        |                        |                        |                        |                        |                        |                        |                        |                        |                        |                        |                        |                        |                        |                        |                        |
| 2003                   | MON                    | SWE                    | TUR                    | NZL                    | ARG                    | GRE                    | CYP                    | GER                    | FIN                    | AUS                    | ITA                    | FRA                    | ESP                    | GBR                    |                        |                        | 0                      | -                      |
| 2003                   | -                      | 32e.                   | -                      | 43e.                   | 12e.                   | 12e.                   | Ab.                    | 22e                    | 17e                    | 20e                    | -                      | Ab.                    | -                      | Ab.                    |                        |                        | 0                      | -                      |
| P-WRC 2003             |                        |                        |                        | 15e                    | 2e                     |                        |                        | 1er                    |                        | 5e                     |                        | Ab.                    |                        |                        |                        |                        | 22                     | 5e (P-WRC)             |
|                        |                        |                        |                        |                        |                        |                        |                        |                        |                        |                        |                        |                        |                        |                        |                        |                        |                        |                        |
| 2004                   | MON                    | SWE                    | MEX                    | NZL                    | CYP                    | GRE                    | TUR                    | ARG                    | FIN                    | GER                    | JPN                    | GBR                    | ITA                    | FRA                    | ESP                    | AUS                    | 3                      | 21e                    |
| 2004                   | -                      | 20e                    | 11e                    | Ab.                    | -                      | Ab.                    | -                      | Dq.                    | -                      | Ab.                    | -                      | -                      | -                      | Ab.                    | 6e                     | Ab.                    | 3                      | 21e                    |
| P-WRC 2004             |                        | 3e                     | 1er                    | Ab.                    |                        |                        |                        | Dq.                    |                        |                        |                        |                        |                        | Ab.                    |                        | Ab.                    | 16                     | 8e (P-WRC)             |
|                        |                        |                        |                        |                        |                        |                        |                        |                        |                        |                        |                        |                        |                        |                        |                        |                        |                        |                        |
| 2005                   | MON                    | SWE                    | MEX                    | NZL                    | ITA                    | CYP                    | TUR                    | GRE                    | ARG                    | FIN                    | GER                    | GBR                    | JPN                    | FRA                    | ESP                    | AUS                    | 2                      | 22e                    |
| 2005                   | -                      | -                      | Ab.                    | -                      | -                      | -                      | -                      | -                      | -                      | -                      | 12e                    | -                      | Ab.                    | Ab.                    | Ab.                    | 7e                     | 2                      | 22e                    |
|                        |                        |                        |                        |                        |                        |                        |                        |                        |                        |                        |                        |                        |                        |                        |                        |                        |                        |                        |
| 2007                   | MON                    | SWE                    | NOR                    | MEX                    | POR                    | ARG                    | ITA                    | GRE                    | FIN                    | GER                    | NZL                    | ESP                    | FRA                    | JPN                    | IRL                    | GBR                    | 1                      | -                      |
| 2007                   | -                      | -                      | -                      | -                      | -                      | -                      | -                      | -                      | -                      | -                      | -                      | 20e                    | 10e                    | -                      | -                      | 44e                    | 1                      | -                      |

### Autre victoire internationale
- Rallye des Nations: 2009, associé à son compatriote Xavi Pons pour l'Espagne (tous deux sur des Mitsubishi Lancer Evo IX);
- Rallye de la Costa Brava: 2006;
- Rallye des Asturies: 2006.